# 行動紐西蘭

该党旧标志

新西兰行动党（英語：ACT New Zealand）是新西兰的一个主张自由经济及开放市场的政党。新西兰行动党的名称来源于消费者和纳税人协会（Association of Consumers and Taxpayers）的英文缩写简写。
消费者及纳税人协会由新西兰工党前任财政部长罗杰·道格拉斯创立，该协会在1994年11月宣布不再使用它的全名，而改称为“行动党”（ACT）。新西兰行动党现任领袖是大衛·西摩。